# Eratoneura ellisi
Eratoneura ellisi är en insektsart som först beskrevs av Hepner 1969.  Eratoneura ellisi ingår i släktet Eratoneura och familjen dvärgstritar. Inga underarter finns listade i Catalogue of Life.